# Clambus pallidulus
Clambus pallidulus is een keversoort uit de familie oprolkogeltjes (Clambidae). De wetenschappelijke naam van de soort werd in 1911 gepubliceerd door Edmund Reitter.